# 非法主义
非法主义（英語：Illegalism）是无政府主义的一个流派，主要发展于19世纪末至20世纪初的法国、意大利、比利时和瑞士。它是个人无政府主义的一个分支。非法主义者公开或秘密地将犯罪作为一种生活方式。非法主义并未具体指明犯罪类型，但通常与盗窃和商店行窃相关。
一些无政府主义者，如克莱芒·杜瓦尔和马吕斯·雅各布，通过“个人夺回”理论和行动宣传为盗窃辩护，并将犯罪视为教育和组织工具，以推动更广泛的抵抗运动。其他人，如儒勒·博诺和博诺帮，从利己无政府主义的角度看待他们的行为，并引用了马克斯·施蒂纳的哲学。
受无政府主义理论家马克斯·施蒂纳的利己主义影响，一些法国的非法主义者与无政府主义者分道扬镳。他们认为自己的行为不需要道德依据，非法行为不是为了更高的理想，而是为了追求个人欲望。在巴黎，这一圈子以周刊《无政府》和“人民讲座”为中心，后者是由阿尔贝·利伯塔德及其伙伴创办的定期讨论会，每周在巴黎及其周边的不同地点举行。